# チチカカオレスティア
チチカカオレスティア（学名：Orestias cuvieri）は、カダヤシ目キプリノドン科に所属する淡水魚の一種。ボリビアとペルーの国境に位置するチチカカ湖の固有種であったが、20世紀中盤までに絶滅したとみられている。

## 概要
チチカカ湖とチリ北部から43種が知られる Orestias 属の魚類の中で、チチカカオレスティアは最大種であり、体長22cmにまで成長する。湖底付近を遊泳する肉食性の底生魚で、主に水深30m付近に生息し、小型の無脊椎動物を捕食していた。腹部を除いて黄金色の鱗に覆われていた。頭部は大きく、全長の3分の1弱にも及ぶ。

## 絶滅の経緯
1937年、アメリカ合衆国内務省・合衆国魚類野生生物局がチチカカ湖にレイクトラウトを放流したことが、絶滅のきっかけとなったと考えられている。本種の生息水深はチチカカオレスティアと近く、生息域の競合、あるいは小型個体を捕食されたことにより急激に減少した。1950年頃にはほとんど姿が見られなくなり、1960年に実施された調査ではレイクトラウトや他のオレスティア類は多数確認されたが、チチカカオレスティアは1匹も発見できなかった。